# Cahokia Vallis
La Cahokia Vallis è una struttura geologica della superficie di Mercurio.